# Morti l'11 marzo
| Questa pagina contiene informazioni ricavate automaticamente dalle voci biografiche con l'ausilio del template Bio e di un bot. L'aggiornamento è periodico e automatico e ricostruisce completamente la pagina. Se manca una persona in questa lista, sei pregato di non aggiungerla, ma accertati piuttosto che la sua voce biografica contenga il template Bio e che i dati anagrafici siano correttamente compilati. Se il template Bio manca, inseriscilo tu stesso o, in alternativa, metti l'avviso {{tmp\|Bio}} che ne segnala la mancanza. Se i dati riportati sono sbagliati, correggi direttamente la voce biografica; le modifiche saranno visibili in questa lista entro pochi giorni. Per chiarimenti vedi il progetto biografie. La lista contiene solo le 494 persone che sono citate nell'enciclopedia e per le quali è stato implementato correttamente il template Bio. Pagina aggiornata al 17 ago 2025. |

## III secolo(2)
- 222 - Eliogabalo, imperatore romano (n. 203)
- 222 - Giulia Soemia, romana (n. 180)

## VII secolo(2)
- 638 - Sofronio di Gerusalemme, monaco cristiano, teologo e vescovo siro
- 700 - Vindiciano di Cambrai e Arras, vescovo franco

## IX secolo(1)
- 859 - Eulogio di Cordova, presbitero spagnolo

## XI secolo(1)
- 1088 - Bertoldo di Reichenau, storico e monaco cristiano tedesco (n. 1030)

## XII secolo(1)
- 1198 - Maria di Francia, contessa (n. 1145)

## XIII secolo(2)
- 1214 - Hawise d'Aumale, contessa
- 1254 - Balbina da Assisi, religiosa italiana

## XIV secolo(2)
- 1318 - Margherita d'Inghilterra, principessa inglese (n. 1275)
- 1356 - Giovanni di Beaumont, nobile olandese (n. 1288)

## XV secolo(3)
- 1441 - Giovanni Raimondo Folch I de Cardona, nobile (n. 1375)
- 1471 - Alessandra Macinghi, scrittrice italiana (n. 1406)
- 1486 - Alberto III di Brandeburgo, militare (n. 1414)

## XVI secolo(6)
- 1503 - Giovanni Stewart, conte di Mar, principe scozzese (n. 1479)
- 1514 - Charlotte d'Albret, nobildonna francese (n. 1480)
- 1563 - Jacopo Nardi, letterato e drammaturgo italiano (n. 1476)
- 1570 - Niccolò Franco, poeta e scrittore italiano (n. 1515)
- 1576 - Juan de Salcedo, esploratore spagnolo (n. 1549)
- 1594 - Jacob Kurz von Senftenau, diplomatico e giurista austriaco (n. 1554)

## XVII secolo(15)
- 1602 - Emilio de' Cavalieri, compositore e organista italiano (n. 1550)
- 1607 - Giovanni Maria Nanino, compositore e cantore italiano
- 1620 - Francesco Gonzaga, nobile, francescano e vescovo cattolico italiano (n. 1546)
- 1628 - Alfonso Ferrabosco il Giovane, gambista e compositore inglese
- 1636 - Christoph Grienberger, astronomo austriaco (n. 1561)
- 1646 - Stanisław Koniecpolski, generale polacco
- 1651 - Alvise Contarini, diplomatico italiano (n. 1597)
- 1661 - Mary Scott, III contessa di Buccleuch, nobile scozzese (n. 1647)
- 1666 - Jacob van Es, pittore fiammingo (n. 1596)
- 1675 - Giovanni Ambrogio Bicuti, vescovo cattolico italiano (n. 1607)
- 1679 - Luisa Maria del Palatinato, principessa tedesca (n. 1647)
- 1683 - Giovanni Bernardo Carbone, pittore italiano (n. 1614)
- 1691 - Giulio Spinola, cardinale e arcivescovo cattolico italiano (n. 1612)
- 1694 - Jean-Nicolas Geoffroy, compositore, clavicembalista e organista francese (n. 1633)
- 1698 - Anton Goubau, pittore fiammingo (n. 1616)

## XVIII secolo(21)
- 1714 - Johanna Vergouwen, pittrice fiamminga (n. 1630)
- 1715 - Jan-Erasmus Quellinus, pittore fiammingo (n. 1634)
- 1717 - Luca Tozzi, medico italiano (n. 1638)
- 1718 - Guy-Crescent Fagon, medico e botanico francese (n. 1638)
- 1722 - John Toland, filosofo e scrittore irlandese (n. 1670)
- 1735 - Celeste Gismondi, soprano italiana
- 1738 - Domenico Marquardo di Löwenstein-Wertheim-Rochefort, nobile tedesco (n. 1690)
- 1744 - Jean-Baptiste de Tillier, politico e storico italiano (n. 1678)
- 1761 - Girolamo de Bardi, cardinale italiano (n. 1685)
- 1764 - Charles Levens, compositore francese (n. 1689)
- 1765 - Isaac Walraven, pittore olandese (n. 1686)
- 1768 - Giacinto Manna, clavicembalista italiano (n. 1706)
- 1768 - Giovanni Battista Vaccarini, architetto italiano (n. 1702)
- 1772 - Georg von Reutter, compositore austriaco (n. 1708)
- 1774 - Berardo Galiani, teorico dell'architettura italiano (n. 1724)
- 1779 - Louis-Constantin de Rohan, cardinale e vescovo cattolico francese (n. 1697)
- 1780 - Philibert-Benoît de La Rue, pittore e incisore francese (n. 1718)
- 1787 - Maximilien Gardel, ballerino e coreografo francese (n. 1741)
- 1789 - Jozef Karol Hell, ingegnere e inventore slovacco (n. 1713)
- 1791 - Francesco Paolo Perremuto, arcivescovo cattolico italiano (n. 1732)
- 1793 - William Ponsonby, II conte di Bessborough, filantropo britannico (n. 1704)

## XIX secolo(58)
- 1802 - Pedro de Alberni, politico, esploratore e generale spagnolo (n. 1747)
- 1803 - Şah Sultan, principessa ottomana (n. 1761)
- 1806 - Tun Koris di Pahang, sovrano malese
- 1807 - Johann August Nösselt, teologo tedesco (n. 1734)
- 1809 - Hannah Cowley, drammaturga inglese (n. 1743)
- 1812 - Philip James de Loutherbourg, pittore britannico (n. 1740)
- 1813 - Jacques Pierre Abbatucci, generale italiano (n. 1723)
- 1818 - Maria Luisa Albertina di Leiningen-Dagsburg-Falkenburg, nobile tedesca (n. 1729)
- 1820 - Alexander Mackenzie, esploratore britannico (n. 1764)
- 1820 - Benjamin West, pittore statunitense (n. 1738)
- 1824 - Éléonore Jean Nicolas Soleil, militare francese (n. 1767)
- 1827 - Gioacchino Cordero di Roburent, generale italiano (n. 1756)
- 1827 - Carlo Lodi di Capriglio, militare e politico italiano (n. 1755)
- 1831 - Osip Antonovič Kozlovskij, compositore russo (n. 1757)
- 1833 - Franz Passow, filologo classico, grecista e lessicografo tedesco (n. 1786)
- 1833 - William Tollemache, Lord Huntingtower, politico scozzese (n. 1766)
- 1837 - Louis François Jean Chabot, generale francese (n. 1757)
- 1839 - Bartholomäus Herder, editore tedesco (n. 1774)
- 1841 - Giovanni Antonio Antolini, architetto, ingegnere e urbanista italiano (n. 1753)
- 1846 - Ignazio Michelotti, ingegnere e architetto italiano (n. 1764)
- 1849 - Maria Cristina di Borbone-Due Sicilie, principessa italiana (n. 1779)
- 1851 - George McDuffie, politico statunitense (n. 1790)
- 1853 - Carlo di Hohenzollern-Sigmaringen, principe (n. 1785)
- 1857 - Siro Andrea Carli, politico italiano (n. 1797)
- 1857 - Manuel José Quintana, scrittore spagnolo (n. 1772)
- 1863 - James Outram, I baronetto, militare britannico (n. 1803)
- 1865 - Robert Hermann Schomburgk, esploratore e naturalista tedesco (n. 1804)
- 1867 - Luisa Sofia di Danneskiold-Samsøe, nobildonna danese (n. 1796)
- 1869 - Cristiano di Schleswig-Holstein-Sonderburg-Augustenburg, nobile danese (n. 1798)
- 1869 - Vladimir Fëdorovič Odoevskij, scrittore, filosofo e critico musicale russo (n. 1803)
- 1870 - Moshoeshoe I, sovrano lesothiano
- 1872 - Niccolò Matas, architetto italiano (n. 1798)
- 1873 - Giuseppe Arconati Visconti, nobile e politico italiano (n. 1797)
- 1873 - Charles Temple Dix, pittore statunitense (n. 1838)
- 1874 - Charles Sumner, avvocato, attivista e politico statunitense (n. 1811)
- 1878 - Benjamin Davis Wilson, politico statunitense (n. 1811)
- 1883 - Aleksandr Michajlovič Gorčakov, politico russo (n. 1798)
- 1884 - Giacinto Albini, patriota, politico e poeta italiano (n. 1821)
- 1886 - Franz Antoine, botanico austriaco (n. 1815)
- 1888 - Lorenzo Berzieri, medico italiano (n. 1806)
- 1888 - Friedrich Wilhelm Raiffeisen, politico tedesco (n. 1818)
- 1889 - Jacob Pleydell-Bouverie, IV conte di Radnor, nobile inglese (n. 1815)
- 1890 - Johann Gildemeister, orientalista tedesco (n. 1812)
- 1891 - Camillo Fontanelli, politico italiano (n. 1823)
- 1892 - Archibald Scott Couper, chimico scozzese (n. 1831)
- 1895 - Louis-Florentin Calmeil, medico e psichiatra francese (n. 1798)
- 1895 - Cesare Cantù, storico, letterato e politico italiano (n. 1804)
- 1895 - Gaetano Milanesi, storico dell'arte e paleografo italiano (n. 1813)
- 1896 - Giovanni Quirici, compositore e organista italiano (n. 1824)
- 1897 - Eduard Kreyßig, ingegnere e architetto tedesco (n. 1830)
- 1897 - Daniel Sanders, lessicografo tedesco (n. 1819)
- 1898 - William Starke Rosecrans, inventore, diplomatico e politico statunitense (n. 1819)
- 1898 - Emmerich Széchényi, diplomatico, nobile e compositore austriaco (n. 1825)
- 1899 - Mór Than, pittore ungherese (n. 1828)
- 1900 - Achille Astolfi, pittore e incisore italiano (n. 1823)
- 1900 - Zenone Lavagna, pittore italiano (n. 1863)
- 1900 - Ettore Novelli, bibliotecario, poeta e storico italiano (n. 1822)
- 1900 - Annunziato Vitrioli, pittore italiano (n. 1830)

## XX secolo(250)
- 1901 - Peppino Mereu, poeta italiano (n. 1872)
- 1902 - Friedrich Engelhorn, imprenditore tedesco (n. 1821)
- 1903 - Enrico Bottini, chirurgo e politico italiano (n. 1835)
- 1907 - Jean Casimir-Perier, politico francese (n. 1847)
- 1907 - Dimităr Petkov, politico bulgaro (n. 1858)
- 1907 - Franz Sacher, pasticciere austriaco (n. 1816)
- 1908 - Edmondo De Amicis, scrittore, giornalista e militare italiano (n. 1846)
- 1909 - Mattia Farina, politico italiano (n. 1822)
- 1911 - Ernst Brenner, politico svizzero (n. 1856)
- 1913 - Silvio Arrivabene Valenti Gonzaga, imprenditore e politico italiano (n. 1844)
- 1914 - Leonardo Luigi Banzi, pittore e ceramista italiano (n. 1845)
- 1915 - Thomas Alexander Browne, scrittore australiano (n. 1826)
- 1915 - Itosu Ankō, karateka e maestro di karate giapponese (n. 1830)
- 1915 - Wyndham Knatchbull-Hugessen, III barone Brabourne, zoologo e militare britannico (n. 1885)
- 1916 - Augusta Eugenia di Urach, nobile tedesca (n. 1842)
- 1916 - Eliza Amelia Gore, nobildonna inglese
- 1916 - Erasmus Darwin Leavitt, ingegnere meccanico e inventore statunitense (n. 1836)
- 1918 - Merry Delabost, medico e inventore francese (n. 1836)
- 1921 - Sherburne Wesley Burnham, astronomo statunitense (n. 1838)
- 1921 - Sergio de Novales y Sainz de Baranda, agronomo e politico spagnolo (n. 1864)
- 1922 - Anastasija Michajlovna Romanova, nobile russa (n. 1860)
- 1922 - Marius Toudoire, architetto francese (n. 1852)
- 1922 - Augustus Desiré Waller, fisiologo e cardiologo britannico (n. 1856)
- 1922 - Robert John Wynne, politico statunitense (n. 1851)
- 1923 - Karl von Müller, militare tedesco (n. 1873)
- 1924 - Hilaire de Chardonnet, ingegnere e inventore francese (n. 1839)
- 1924 - Ivan Gešov, politico bulgaro (n. 1849)
- 1924 - Helge von Koch, matematico svedese (n. 1870)
- 1924 - Pietro Aleksandrovič di Oldenburg, nobile (n. 1868)
- 1925 - Andreas Hallén, direttore d'orchestra e compositore svedese (n. 1846)
- 1926 - Maibelle Heikes Justice, romanziera e sceneggiatrice statunitense (n. 1871)
- 1926 - Charles Alfred Payton, diplomatico e dirigente sportivo inglese (n. 1843)
- 1927 - Fernand Brunel, calciatore francese (n. 1907)
- 1929 - Lawrence Dundas, I marchese di Zetland, politico, scrittore e storico britannico (n. 1844)
- 1930 - Silvio Gesell, mercante, economista e anarchico tedesco (n. 1862)
- 1931 - Friedrich Wilhelm Murnau, regista e sceneggiatore tedesco (n. 1888)
- 1932 - Dora Carrington, pittrice britannica (n. 1893)
- 1932 - Hermann Gunkel, biblista tedesco (n. 1862)
- 1932 - Pietro Polenghi, imprenditore italiano (n. 1852)
- 1933 - John G. Adolfi, regista, attore e sceneggiatore statunitense (n. 1888)
- 1934 - Emiliano Barbaro, nobile e politico italiano (n. 1846)
- 1934 - Eugénie Buffet, cantante francese (n. 1866)
- 1934 - Orest Chvol'son, fisico russo (n. 1852)
- 1934 - Frederick Eaton, ingegnere e politico statunitense (n. 1856)
- 1934 - Frank Evans, attore statunitense (n. 1849)
- 1934 - Margaret Illington, attrice teatrale statunitense (n. 1879)
- 1936 - William Legge, VI conte di Dartmouth, politico inglese (n. 1851)
- 1937 - Tullio Baroni, militare italiano (n. 1905)
- 1937 - Luigi Fuccia, militare italiano (n. 1914)
- 1937 - Alexis Granowsky, regista russo (n. 1890)
- 1937 - Edoardo Pezzali, militare italiano (n. 1915)
- 1937 - Giuseppe Valenti, militare e carabiniere italiano (n. 1899)
- 1938 - Dión Martínez, scacchista cubano (n. 1837)
- 1938 - Paolo Lorenzo Paladini, militare italiano (n. 1894)
- 1938 - Christen Raunkiær, botanico danese (n. 1860)
- 1940 - Diego Manzocchi, aviatore italiano (n. 1912)
- 1941 - Henry Bouquillard, militare e aviatore francese (n. 1908)
- 1941 - Walford Davies, compositore inglese (n. 1869)
- 1941 - Karl Joseph Schulte, cardinale e arcivescovo cattolico tedesco (n. 1871)
- 1941 - Luigi Spallacci, militare e aviatore italiano (n. 1918)
- 1942 - Mildred Mansel, attivista inglese (n. 1868)
- 1942 - Enric Morera i Viura, compositore spagnolo (n. 1865)
- 1942 - Arturo Rossato, giornalista, commediografo e librettista italiano (n. 1882)
- 1943 - Giovanni Paramithiotti, dirigente sportivo italiano
- 1943 - Maria José di Braganza, principessa portoghese (n. 1857)
- 1944 - Giovanni Battista Boscutti, aviatore italiano (n. 1912)
- 1944 - Max Frey, pittore tedesco (n. 1874)
- 1944 - Adele Garavaglia, attrice italiana (n. 1869)
- 1944 - Paul Gervais, pittore francese (n. 1859)
- 1944 - Hendrik Willem van Loon, giornalista, storico e scrittore olandese (n. 1882)
- 1944 - Guido Spadolini, pittore italiano (n. 1889)
- 1944 - Nello Voltolina, artista italiano (n. 1908)
- 1944 - Edgar Zilsel, sociologo e storico della scienza austriaco (n. 1891)
- 1945 - Walter Hohmann, ingegnere tedesco (n. 1880)
- 1945 - Nicolao Milone, vescovo cattolico italiano (n. 1872)
- 1945 - Antonio Restelli, pistard italiano (n. 1877)
- 1946 - Ahmad Kasravi, scrittore e storico iraniano (n. 1890)
- 1946 - Achille Menotti Luppi, politico italiano (n. 1867)
- 1946 - Beatrice di Borbone-Parma, principessa (n. 1879)
- 1947 - Nino Camus, fumettista, illustratore e progettista italiano (n. 1910)
- 1947 - Wilhelm Heye, generale tedesco (n. 1869)
- 1947 - Victor Lustig, truffatore ceco (n. 1890)
- 1948 - Salvatore Correnti, matematico italiano (n. 1899)
- 1948 - Frano Gjini, vescovo cattolico e beato albanese (n. 1886)
- 1948 - Giuseppe Letizia, italiano (n. 1935)
- 1948 - Çiprian Nika, presbitero albanese (n. 1900)
- 1949 - Anastasios Charalambis, politico greco (n. 1862)
- 1949 - Henri Giraud, generale e politico francese (n. 1879)
- 1950 - Arthur Jeffrey Dempster, fisico statunitense (n. 1886)
- 1950 - Heinrich Mann, scrittore tedesco (n. 1871)
- 1951 - Adolfo Cilento, avvocato e politico italiano (n. 1874)
- 1951 - Carl Gregory, direttore della fotografia, regista cinematografico e sceneggiatore statunitense (n. 1882)
- 1952 - Pietro Aschieri, ingegnere e architetto italiano (n. 1889)
- 1952 - Jan Foltys, scacchista cecoslovacco (n. 1908)
- 1952 - Iosif Iacobici, generale rumeno (n. 1884)
- 1952 - Pierre Renoir, attore francese (n. 1885)
- 1953 - Zizi Lambrino, rumena (n. 1898)
- 1953 - Charles Sarolea, filologo e pubblicista belga (n. 1870)
- 1954 - Frank Newton, trombettista statunitense (n. 1906)
- 1954 - Emmeline Pethick-Lawrence, attivista britannica (n. 1867)
- 1954 - Gino Visonà, compositore e organista italiano (n. 1880)
- 1955 - Hans Alterthum, chimico tedesco (n. 1890)
- 1955 - Alexander Fleming, medico, biologo e farmacologo scozzese (n. 1881)
- 1955 - Robert Reynolds, ginnasta e multiplista statunitense (n. 1881)
- 1956 - Ciro Angelillis, medico e storico italiano (n. 1873)
- 1956 - Domenico Sartori, scrittore italiano (n. 1902)
- 1956 - Sergej Nikiforovič Vasilenko, compositore russo (n. 1872)
- 1957 - Richard Evelyn Byrd, ammiraglio e esploratore statunitense (n. 1888)
- 1957 - Giovanni Conti, politico italiano (n. 1882)
- 1958 - Henning Grenander, pattinatore artistico su ghiaccio svedese (n. 1873)
- 1958 - Ingeborg di Danimarca, principessa danese (n. 1878)
- 1958 - Ole Kirk Kristiansen, imprenditore danese (n. 1891)
- 1959 - László Pesovnik, calciatore ungherese (n. 1901)
- 1960 - Roy Chapman Andrews, zoologo e esploratore statunitense (n. 1884)
- 1960 - Marcelle Chantal, attrice francese (n. 1901)
- 1962 - Margita Alfvén, attrice svedese (n. 1905)
- 1962 - Salvatore Corvaya, pittore italiano (n. 1872)
- 1962 - Vjačeslav Vasil'evič Ragozin, scacchista sovietico (n. 1908)
- 1963 - Ignat Bednarik, pittore rumeno (n. 1882)
- 1963 - Paddy Bradshaw, calciatore irlandese (n. 1912)
- 1963 - Louise Olivereau, attivista, pacifista e anarchica statunitense (n. 1884)
- 1963 - Rhoda Rennie, nuotatrice sudafricana (n. 1909)
- 1964 - Cleo Madison, attrice, regista e produttrice cinematografica statunitense (n. 1883)
- 1964 - Pio Semeghini, pittore italiano (n. 1878)
- 1965 - Gustavo Ghidini, avvocato e politico italiano (n. 1875)
- 1965 - Clemente Micara, cardinale, arcivescovo cattolico e diplomatico italiano (n. 1879)
- 1965 - Ercole Roncaglia, generale italiano (n. 1886)
- 1966 - Wilhelm Ederle, medico e psichiatra tedesco (n. 1901)
- 1966 - Ugo Panichi, mineralogista italiano (n. 1872)
- 1967 - Geraldine Farrar, soprano e attrice statunitense (n. 1882)
- 1967 - Hanns Lothar, attore tedesco (n. 1929)
- 1967 - Francisco Petrone, attore argentino (n. 1902)
- 1968 - Bernhard Bleeker, scultore tedesco (n. 1881)
- 1968 - Carlo Fait, scultore italiano (n. 1877)
- 1968 - Rudolf E. Langer, matematico e statistico statunitense (n. 1894)
- 1968 - Breda Šček, compositrice slovena (n. 1893)
- 1969 - Silvio Ballarin, matematico e geodeta italiano (n. 1901)
- 1969 - Edgardo Bazzini, imprenditore italiano (n. 1893)
- 1969 - Harold Clarke, tuffatore britannico (n. 1888)
- 1969 - John Daly, siepista, mezzofondista e maratoneta britannico (n. 1880)
- 1969 - John Wyndham, scrittore britannico (n. 1903)
- 1970 - Kurt Feldt, generale tedesco (n. 1887)
- 1970 - Erle Stanley Gardner, scrittore statunitense (n. 1889)
- 1970 - Russell van Horn, pugile statunitense (n. 1885)
- 1970 - Giovanni Vincenzi, calciatore e allenatore di calcio italiano (n. 1905)
- 1971 - Lorenzo Valerio Bona, calciatore e dirigente d'azienda italiano (n. 1894)
- 1971 - Charlie Dunbar Broad, filosofo e storico inglese (n. 1887)
- 1971 - Walter Bryan Emery, egittologo britannico (n. 1902)
- 1971 - Philo Farnsworth, inventore statunitense (n. 1906)
- 1971 - Whitney Young, attivista statunitense (n. 1921)
- 1971 - Llewellyn Woodward, storico britannico (n. 1890)
- 1972 - Fredric Brown, scrittore statunitense (n. 1906)
- 1972 - Luigi Miraglia, ammiraglio e politico italiano (n. 1876)
- 1972 - John Spencer-Churchill, X duca di Marlborough, nobile britannico (n. 1897)
- 1973 - Theo Florin, poeta, giornalista e diplomatico slovacco (n. 1908)
- 1973 - Carmine Gallone, regista italiano (n. 1885)
- 1973 - Jess Robbins, regista, sceneggiatore e produttore cinematografico statunitense (n. 1886)
- 1974 - Stanisława Leszczyńska, polacca (n. 1896)
- 1975 - Zena Dare, attrice e cantante inglese (n. 1887)
- 1975 - Margarita Fischer, attrice statunitense (n. 1886)
- 1976 - José Batagliero, calciatore argentino (n. 1916)
- 1976 - Gordon Dobson, fisico britannico (n. 1889)
- 1976 - Harry Hoijer, antropologo e linguista statunitense (n. 1904)
- 1976 - Boris Iofan, architetto sovietico (n. 1891)
- 1976 - Abram Jakovlevič Model', scacchista sovietico (n. 1896)
- 1976 - Satyu Yamaguti, entomologo giapponese (n. 1894)
- 1977 - Willie Bauld, calciatore scozzese (n. 1928)
- 1977 - Carlo Felice Buzio, ingegnere, inventore e imprenditore italiano (n. 1886)
- 1977 - Walter Hartmann, generale tedesco (n. 1891)
- 1977 - Ferenc Kónya, allenatore di calcio e calciatore ungherese (n. 1892)
- 1977 - Alberto Rodríguez Larreta, pilota automobilistico argentino (n. 1934)
- 1977 - Willem Schermerhorn, politico olandese (n. 1894)
- 1978 - Friedrich-Wilhelm Bock, generale tedesco (n. 1897)
- 1978 - Claude François, cantautore, musicista e produttore discografico francese (n. 1939)
- 1978 - Giuseppe Mancuso, vescovo cattolico italiano (n. 1902)
- 1978 - Dalal al-Maghribi, terrorista palestinese (n. 1959)
- 1979 - Beattie Feathers, giocatore di football americano statunitense (n. 1909)
- 1979 - Victor Kilian, attore statunitense (n. 1891)
- 1979 - Jeanne Leleu, pianista e compositrice francese (n. 1898)
- 1979 - Gerhard Stolze, tenore tedesco (n. 1926)
- 1980 - Jack Evans, giocatore di football americano statunitense (n. 1905)
- 1980 - Julio De Caro, compositore, musicista e direttore d'orchestra argentino (n. 1899)
- 1981 - Kazimierz Kordylewski, astronomo polacco (n. 1903)
- 1981 - Guy Revell, pattinatore artistico su ghiaccio canadese (n. 1941)
- 1982 - Edmund Cooper, autore di fantascienza inglese (n. 1926)
- 1982 - João Henrique, pugile brasiliano (n. 1946)
- 1982 - Nikolaj Petrovič Kamanin, aviatore e generale sovietico (n. 1908)
- 1983 - Ettore Bonfatti Sabbioni, artista e incisore italiano (n. 1934)
- 1983 - Marie Madeleine Gérard, pittrice belga (n. 1901)
- 1984 - Pietro Bassi, fisico italiano (n. 1922)
- 1984 - Raymond Mastrotto, ciclista su strada francese (n. 1934)
- 1984 - Kostas Roukounas, cantante greco (n. 1903)
- 1985 - Helmut Hudel, ufficiale tedesco (n. 1915)
- 1986 - Ricardo Frione, calciatore e allenatore di calcio uruguaiano (n. 1911)
- 1986 - Sherman Kent, storico statunitense (n. 1903)
- 1986 - Giuseppe Moruzzi, neurofisiologo italiano (n. 1910)
- 1986 - Herbert Runge, pugile tedesco (n. 1913)
- 1986 - Sonny Terry, armonicista e attore statunitense (n. 1911)
- 1986 - Roger Trinquier, militare francese (n. 1908)
- 1986 - Gino Zanni, calciatore italiano (n. 1910)
- 1987 - Laerte Milani, scultore e regista cinematografico italiano (n. 1913)
- 1988 - Christianna Brand, scrittrice britannica (n. 1907)
- 1988 - Abdullahi Issa Mohamud, politico somalo (n. 1922)
- 1988 - Máirtín Ó Direáin, poeta e scrittore irlandese (n. 1910)
- 1989 - William Challee, attore statunitense (n. 1904)
- 1989 - John J. McCloy, avvocato, diplomatico e banchiere statunitense (n. 1895)
- 1990 - Dean Horrix, calciatore inglese (n. 1961)
- 1990 - Håkon Kindervåg, calciatore norvegese (n. 1922)
- 1990 - Oronzo Pugliese, calciatore e allenatore di calcio italiano (n. 1910)
- 1990 - Mathias Rebitsch, alpinista, archeologo e storico austriaco (n. 1911)
- 1991 - Gastone Breddo, pittore italiano (n. 1915)
- 1991 - Eric Brochon, pallanuotista svizzero (n. 1905)
- 1991 - Gioacchino Dolci, disegnatore, antifascista e imprenditore italiano (n. 1904)
- 1992 - László Benedek, regista, sceneggiatore e produttore cinematografico ungherese (n. 1905)
- 1992 - Richard Brooks, regista, sceneggiatore e scrittore statunitense (n. 1912)
- 1992 - Gianni Carrara, fondista italiano (n. 1929)
- 1992 - David Carroll, attore e cantante statunitense (n. 1950)
- 1992 - Francesco Fossa, imprenditore e politico italiano (n. 1921)
- 1992 - Gianluigi Negri, calciatore italiano (n. 1935)
- 1992 - Eddie Sadowski, cestista statunitense (n. 1915)
- 1993 - Geppo Tedeschi, poeta e scrittore italiano (n. 1907)
- 1993 - Tullio Torchiani, dirigente d'azienda italiano (n. 1901)
- 1993 - Irene Ware, attrice statunitense (n. 1910)
- 1994 - Aldo Puccinelli, calciatore e allenatore di calcio italiano (n. 1920)
- 1994 - Claudio Sartori, musicologo e bibliografo italiano (n. 1913)
- 1995 - Rein Aun, multiplista sovietico (n. 1940)
- 1995 - Wilfred Jacobs, politico antiguo-barbudano (n. 1919)
- 1995 - Antonio León Amador, calciatore spagnolo (n. 1910)
- 1996 - Elio Filippo Accrocca, poeta, scrittore e traduttore italiano (n. 1923)
- 1996 - Granville Beynon, fisico gallese (n. 1914)
- 1996 - Paul Crossley, calciatore inglese (n. 1948)
- 1996 - Vince Edwards, attore, regista e cantante statunitense (n. 1928)
- 1996 - Ludwig Fellermaier, politico tedesco (n. 1930)
- 1996 - Thorleif Olsen, calciatore norvegese (n. 1921)
- 1996 - Evangeline Walton, scrittrice statunitense (n. 1907)
- 1997 - Lars Ahlin, scrittore svedese (n. 1915)
- 1997 - Stefan Fernholm, discobolo e pesista svedese (n. 1959)
- 1998 - Buddy Jeannette, cestista, allenatore di pallacanestro e dirigente sportivo statunitense (n. 1917)
- 1998 - Lajos Májer, calciatore ungherese (n. 1956)
- 1998 - Nino Konis Santana, politico est-timorese (n. 1957)
- 1998 - Jean Shiley, altista statunitense (n. 1911)
- 1998 - Mária Szánthó, artista ungherese (n. 1897)
- 1999 - Juliet Appleby, illustratrice, pittrice e scultrice statunitense (n. 1919)
- 1999 - Herbert Jasper, medico, neurologo e fisiologo canadese (n. 1906)
- 1999 - Kaoru Tada, fumettista giapponese (n. 1960)
- 2000 - Kazimierz Brandys, scrittore polacco (n. 1916)
- 2000 - Carlo Alberto Galluzzi, politico italiano (n. 1919)
- 2000 - Edgar Charles Polomé, linguista e storico delle religioni belga (n. 1920)
- 2000 - Tat'jana Proročenko, velocista sovietica (n. 1952)
- 2000 - Alfred Schwarzmann, ginnasta tedesco (n. 1912)

## XXI secolo(130)
- 2002 - Marion Gräfin Dönhoff, giornalista e saggista tedesca (n. 1909)
- 2002 - Rudolf Hell, inventore e ingegnere tedesco (n. 1901)
- 2002 - Franjo Kuharić, cardinale e arcivescovo cattolico croato (n. 1919)
- 2002 - Albert Ritserveldt, ciclista su strada belga (n. 1915)
- 2002 - Diego Rosmini, mafioso italiano (n. 1927)
- 2002 - James Tobin, economista statunitense (n. 1918)
- 2002 - Carmela Toso, ginnasta e nuotatrice italiana (n. 1912)
- 2003 - Severino Lavagnini, politico italiano (n. 1944)
- 2004 - Philip Arthur Fisher, imprenditore e scrittore statunitense (n. 1907)
- 2004 - Seymour Geisser, statistico statunitense (n. 1929)
- 2005 - Vittore Colorni, storico italiano (n. 1912)
- 2005 - Aurelio Fierro, cantante e attore italiano (n. 1923)
- 2005 - Paolo Spinola, sceneggiatore, regista e imprenditore italiano (n. 1929)
- 2006 - Rina Ferri, pittrice e scultrice italiana (n. 1924)
- 2006 - Bernie Geoffrion, hockeista su ghiaccio e allenatore di hockey su ghiaccio canadese (n. 1931)
- 2006 - Slobodan Milošević, politico serbo (n. 1941)
- 2006 - Jesús Rollán, pallanuotista spagnolo (n. 1968)
- 2006 - Lindsay Shonteff, regista, produttore cinematografico e sceneggiatore canadese (n. 1935)
- 2007 - Betty Hutton, attrice e cantante statunitense (n. 1921)
- 2007 - Ignacio Romo, cestista messicano (n. 1924)
- 2007 - Domenico Troilo, militare e patriota italiano (n. 1922)
- 2007 - Louis Watunda, allenatore di calcio della Repubblica Democratica del Congo (n. 1947)
- 2008 - Oreste Carpi, pittore italiano (n. 1921)
- 2008 - Akemi Negishi, attrice giapponese (n. 1934)
- 2008 - Phyllis Spira, ballerina sudafricana (n. 1943)
- 2008 - Dave Stevens, fumettista e illustratore statunitense (n. 1955)
- 2008 - Lia Varesio, attivista italiana (n. 1945)
- 2009 - Jim Hayes, cestista statunitense (n. 1948)
- 2009 - Grady Lewis, cestista e allenatore di pallacanestro statunitense (n. 1917)
- 2009 - Armando Serlupini, allenatore di calcio e calciatore italiano (n. 1926)
- 2009 - Antonio Slavich, psichiatra e politico italiano (n. 1935)
- 2009 - Laura Toscano, sceneggiatrice e scrittrice italiana (n. 1944)
- 2010 - Walter Aronsson, bobbista svedese (n. 1917)
- 2010 - Don Guidice, montatore statunitense (n. 1932)
- 2010 - Lou Holmes, hockeista su ghiaccio e allenatore di hockey su ghiaccio britannico (n. 1911)
- 2010 - Merlin Olsen, giocatore di football americano e attore statunitense (n. 1940)
- 2010 - Roberto Rosone, banchiere italiano (n. 1928)
- 2010 - Turhan Selçuk, fumettista turco (n. 1922)
- 2010 - Elena Andreevna Švarc, poetessa russa (n. 1948)
- 2010 - Edgar Valcárcel, pianista e compositore peruviano (n. 1932)
- 2010 - Colin Wells, storico e archeologo britannico (n. 1933)
- 2010 - Hans van Mierlo, politico e giornalista olandese (n. 1931)
- 2011 - Hugh Martin, compositore e paroliere statunitense (n. 1914)
- 2011 - Philippe Remacle, latinista e grecista belga (n. 1944)
- 2012 - Gian Nicola Babini, chimico italiano (n. 1944)
- 2012 - Erhard Jakobsen, politico danese (n. 1917)
- 2012 - Thelma Lee, attrice e cantante statunitense (n. 1916)
- 2012 - Maria Grazia Perini, giornalista, fumettista e traduttrice italiana (n. 1945)
- 2012 - John Souza, calciatore statunitense (n. 1920)
- 2013 - Helga Arendt, velocista tedesca (n. 1964)
- 2013 - Arsenius Butscher, pilota motociclistico tedesco (n. 1928)
- 2013 - Léon Deladerrière, calciatore e allenatore di calcio francese (n. 1927)
- 2013 - Florian Siwicki, generale, politico e diplomatico polacco (n. 1925)
- 2014 - Fabio Della Seta, scrittore, giornalista e poeta italiano (n. 1924)
- 2014 - Berkin Elvan, curdo (n. 1999)
- 2014 - Ellen Ganneskov, pallamanista e cestista danese (n. 1932)
- 2014 - Hana Havlíková, cestista cecoslovacca (n. 1930)
- 2014 - Erwin Mark Stern, psicologo statunitense (n. 1929)
- 2015 - Walter Burkert, storico delle religioni e filologo classico tedesco (n. 1931)
- 2015 - Mayr Facci, cestista brasiliano (n. 1927)
- 2015 - Carlo Ubaldo Rossi, compositore, arrangiatore e produttore discografico italiano (n. 1958)
- 2015 - Ralph Taeger, attore statunitense (n. 1936)
- 2016 - Iolanda Balaș, altista rumena (n. 1936)
- 2016 - Mario Dall'Aglio, pittore, scultore e giornalista italiano (n. 1927)
- 2016 - Shawn Elliott, attore e cantante statunitense (n. 1937)
- 2016 - Keith Emerson, tastierista, pianista e organista britannico (n. 1944)
- 2016 - Gordon Fester, cestista canadese (n. 1937)
- 2016 - Jacqueline Janet, modella francese (n. 1919)
- 2016 - Nicole Maurey, attrice francese (n. 1926)
- 2017 - Garrett Fagan, storico irlandese (n. 1963)
- 2017 - András Kovács, regista e sceneggiatore ungherese (n. 1925)
- 2017 - Norberto Mena, cestista messicano (n. 1959)
- 2017 - Ángel Parra, cantautore cileno (n. 1943)
- 2018 - Alba Arnova, ballerina e attrice italiana (n. 1930)
- 2018 - Ken Dodd, comico e cantante britannico (n. 1927)
- 2018 - Luciano Faraguti, politico italiano (n. 1937)
- 2018 - Karl Lehmann, cardinale e vescovo cattolico tedesco (n. 1936)
- 2018 - Daniele Lombardi, pianista e compositore italiano (n. 1946)
- 2018 - Graziella Mascia, politica italiana (n. 1953)
- 2018 - Siegfried Rauch, attore tedesco (n. 1932)
- 2018 - Henri Skiba, calciatore e allenatore di calcio francese (n. 1927)
- 2018 - Benito Paolo Torsello, architetto italiano (n. 1934)
- 2018 - Mario Vegetti, storico della filosofia e traduttore italiano (n. 1937)
- 2019 - Hal Blaine, batterista statunitense (n. 1929)
- 2019 - Samruay Chaiyong, calciatore thailandese (n. 1933)
- 2019 - Jemal Kherkhadze, allenatore di calcio e calciatore sovietico (n. 1945)
- 2020 - Didier Bezace, attore francese (n. 1946)
- 2020 - Stefano Bianco, pilota motociclistico italiano (n. 1985)
- 2020 - Vincenzo Cambi, medico italiano (n. 1937)
- 2020 - József Gyuricza, schermidore ungherese (n. 1934)
- 2020 - Javier Hervada, giurista spagnolo (n. 1934)
- 2020 - Bruno Longhi, clarinettista e sassofonista italiano (n. 1936)
- 2020 - Michel Roux, cuoco francese (n. 1941)
- 2020 - Del Shofner, giocatore di football americano statunitense (n. 1934)
- 2020 - Roberto Stella, medico italiano (n. 1952)
- 2020 - Charles Wuorinen, compositore statunitense (n. 1938)
- 2021 - Pier Luigi Del Bene, calciatore italiano (n. 1932)
- 2021 - Isidore Mankofsky, direttore della fotografia statunitense (n. 1931)
- 2021 - Norman J. Warren, regista, montatore e produttore cinematografico inglese (n. 1942)
- 2021 - Mauro Aparecido dos Santos, arcivescovo cattolico brasiliano (n. 1954)
- 2022 - Rupiah Banda, politico zambiano (n. 1937)
- 2022 - Traci Braxton, cantante e personaggio televisivo statunitense (n. 1971)
- 2022 - Paul Genevay, velocista francese (n. 1939)
- 2022 - Giovanni Giuliano, politico italiano (n. 1949)
- 2022 - Jürgen Grabowski, calciatore e allenatore di calcio tedesco (n. 1944)
- 2022 - Masamitsu Hidaka, regista e sceneggiatore giapponese (n. 1960)
- 2022 - Sergio Picciafuoco, criminale italiano (n. 1945)
- 2022 - Timmy Thomas, cantante, tastierista e compositore statunitense (n. 1944)
- 2023 - Giulio Colavolpe, giornalista italiano (n. 1940)
- 2023 - Bud Grant, cestista, giocatore di football americano e allenatore di football americano statunitense (n. 1927)
- 2023 - John Jakes, scrittore statunitense (n. 1932)
- 2023 - Keith Johnstone, regista teatrale e drammaturgo britannico (n. 1933)
- 2023 - Ignacio López Tarso, attore e politico messicano (n. 1925)
- 2023 - Piero Sartogo, architetto italiano (n. 1934)
- 2023 - Costa Titch, rapper sudafricano (n. 1995)
- 2023 - Derek Weddle, calciatore inglese (n. 1935)
- 2024 - Paul Alexander, avvocato e scrittore statunitense (n. 1946)
- 2024 - Emilio Correa Sr., pugile cubano (n. 1953)
- 2024 - Valentí Fàbrega, filologo classico, latinista e teologo spagnolo (n. 1931)
- 2024 - Marian Gołębiewski, arcivescovo cattolico polacco (n. 1937)
- 2024 - Giuseppe Granieri, saggista e blogger italiano (n. 1968)
- 2024 - David Mixner, attivista e filantropo statunitense (n. 1946)
- 2024 - Pietro Sabatini, calciatore italiano (n. 1947)
- 2025 - Junior Bridgeman, cestista statunitense (n. 1953)
- 2025 - Francesco Cuccarese, arcivescovo cattolico italiano (n. 1930)
- 2025 - Norajr Nurikjan, sollevatore bulgaro (n. 1948)
- 2025 - Clive Revill, attore neozelandese (n. 1930)
- 2025 - Ivan Teobaldelli, scrittore e giornalista italiano (n. 1949)
- 2025 - Robert Trebor, attore statunitense (n. 1953)
- 2025 - Brian Waites, golfista britannico (n. 1940)